# Europäisches Laboratorium für Molekularbiologie

Logo des EMBL

Mitglieder des Europäischen Laboratoriums für Molekularbiologie
----
Vollmitglieder
Assoziierte Mitglieder
Beitrittskandidaten

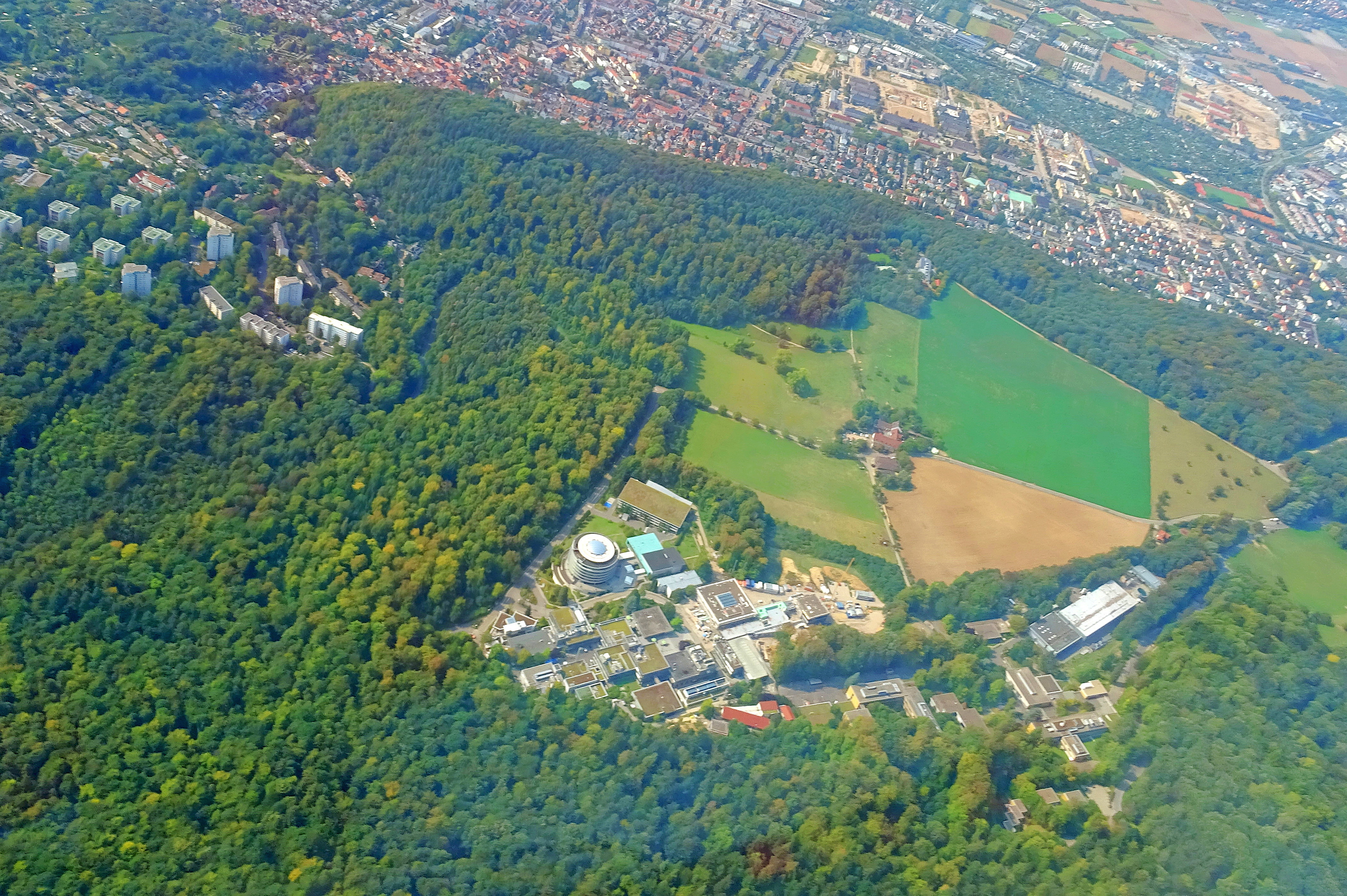
Luftbild des zusammenhängenden Geländes von EMBL und MPI Kernphysik in Heidelberg.

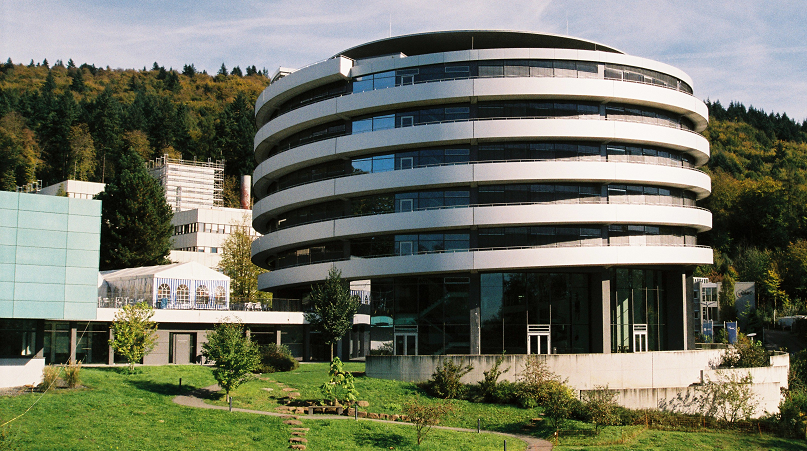
EMBL-Gebäude in Heidelberg

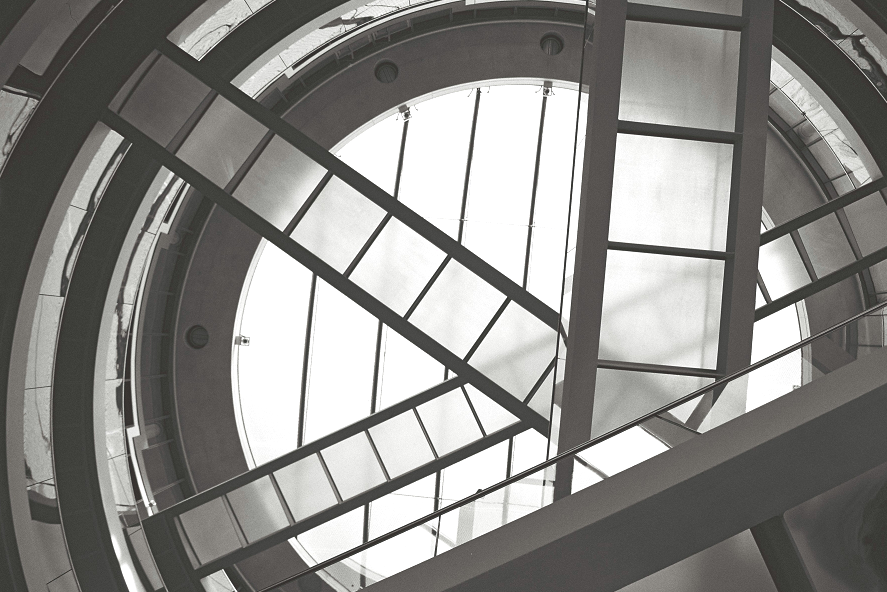
EMBL-Gebäude in Heidelberg

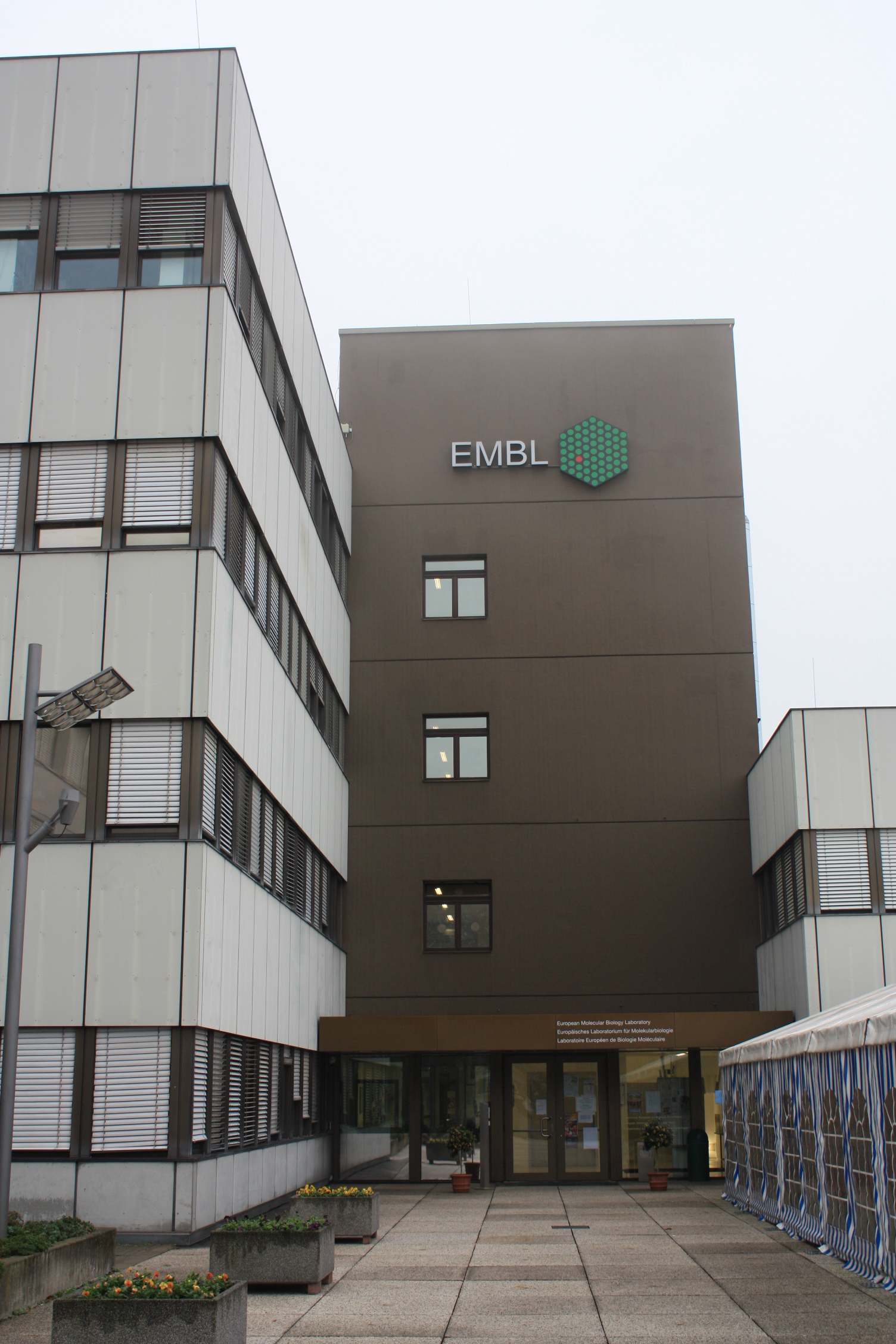
EMBL-Gebäude in Heidelberg

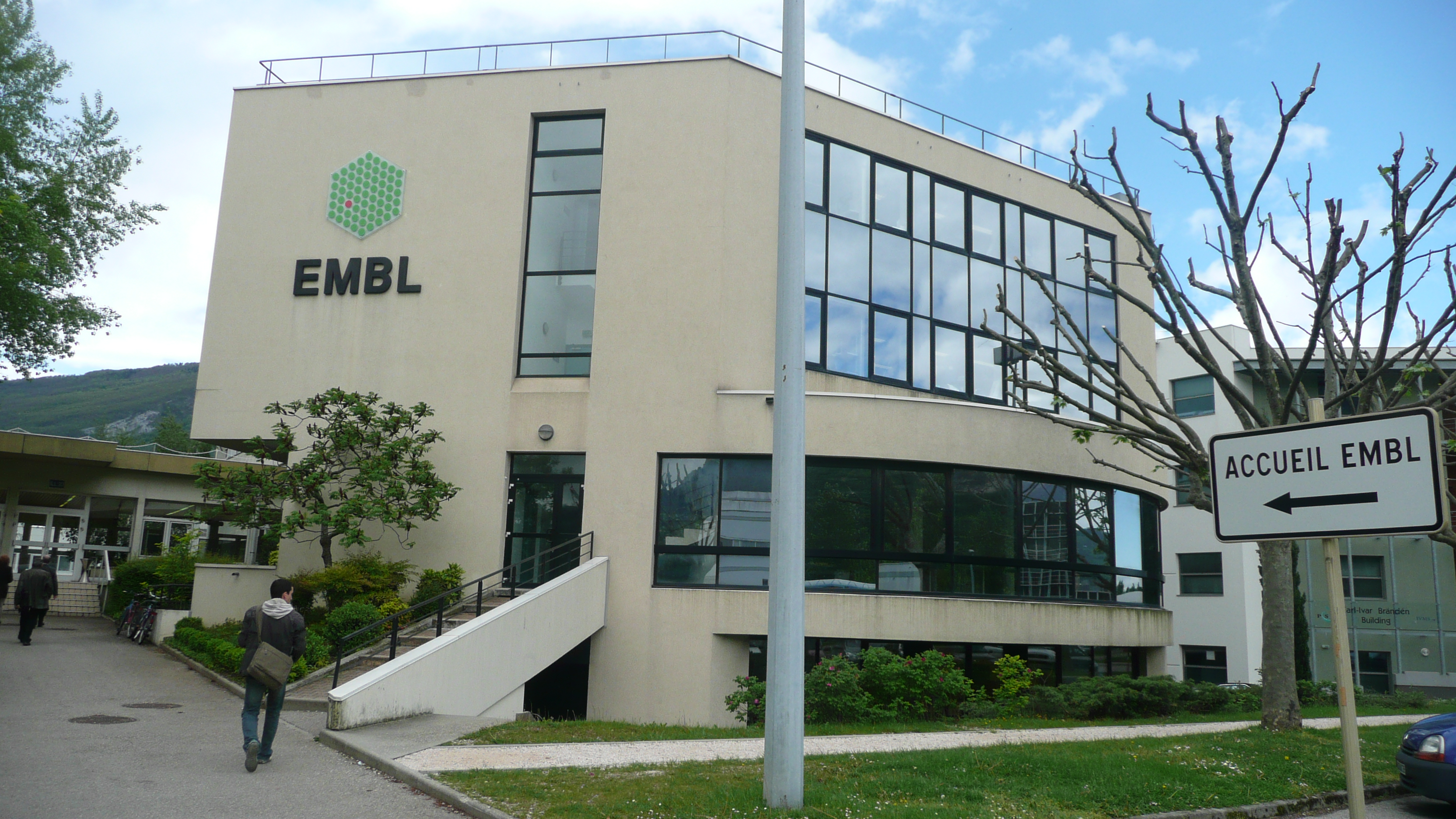
EMBL-Gebäude in Grenoble

Das Europäische Laboratorium für Molekularbiologie (englisch European Molecular Biology Laboratory, EMBL) wurde 1974 gegründet und wird inzwischen von 26 europäischen Staaten, Israel sowie dem assoziierten Mitgliedsstaat Australien und zwei Anwärtern (Prospect members) unterstützt. Es gehört zu den bekanntesten biologischen Forschungslaboren der Welt.
Es ist ein Grundlagenforschungsinstitut, das sich über öffentliche Forschungsgelder der Mitgliedstaaten finanziert. Etwa 85 unabhängige Forschungsgruppen arbeiten am EMBL zu Themen des gesamten Spektrums der Molekularbiologie. Das Laboratorium ist in sechs Einheiten gegliedert: das Hauptlaboratorium in Heidelberg sowie Außenstellen in Hinxton (European Bioinformatics Institute) in Großbritannien, Grenoble in Frankreich, Hamburg, Monterotondo, Italien und Barcelona, Spanien.
Die Haupttätigkeiten sind: molekularbiologische Grundlagenforschung; die hochqualifizierte Ausbildung von Wissenschaftlern, Studenten und Gastforschern; Serviceleistungen für Wissenschaftler in den Mitgliedstaaten; Entwicklung neuer Instrumente und Methoden in den Biowissenschaften sowie aktiver Technologietransfer. Das internationale Doktorandenprogramm des EMBL umfasst rund 170 Studenten. Darüber hinaus ist das Laboratorium an einem aktiven Programm für Wissenschaft und Gesellschaft beteiligt.
Aus der Forschung am EMBL resultierten bedeutende wissenschaftliche Durchbrüche wie die erste systematische genetische Analyse der Embryonalentwicklung der Fruchtfliege, wofür die Forscher Christiane Nüsslein-Volhard und Eric Wieschaus im Jahr 1995 den Nobelpreis für Medizin bekamen. 2017 erhielt Jacques Dubochet für sein am EMBL entwickeltes und 1981 publiziertes Verfahren der Kryo-Elektronenmikroskopie den Chemie-Nobelpreis.

## Rechtsstellung
Das EMBL ist eine von neun europäischen Staaten und Israel durch Übereinkommen vom 10. Mai 1973 gegründete Internationale Organisation. Es genießt bei seiner Tätigkeit in durch das Sitzstaatsübereinkommen festgelegten Grenzen Immunität. So besteht zum Beispiel keine Immunität bei Widerklagen und bei zivilrechtlichen Verfahren wegen Unfällen aus dem Betrieb und beim Betrieb von Motorfahrzeugen des Laboratoriums. Die Räumlichkeiten sind ebenfalls in gewissen Grenzen unverletzlich. Ferner ist das Laboratorium von Steuern, Zöllen und Abgaben, mit Ausnahme der Steuern und Abgaben auf Leistungen durch öffentliche Versorgungsbetriebe und der Steuern und Zölle auf den persönlichen Bedarf der Mitarbeiter, befreit. Weitere Vorrechte bestehen im Bereich des Nachrichtenverkehrs und bei der Entgegennahme von Währungen. Gästen des Laboratoriums wird die Einreise erleichtert. Die Mitarbeiter genießen Immunität für ihre Amtshandlungen, wobei es Ausnahmen für Handlungen im Straßenverkehr gibt, und unterliegen den Einreise- und Aufenthaltsvorschriften, die Mitarbeitern internationaler Organisationen in Deutschland gewährt werden sowie einiger kleinerer Vorrechte. Ähnliche Vorschriften gelten auch für Vertreter der Mitgliedsstaaten. Die Befreiungen für Mitarbeiter und Vertreter gelten jedoch nicht für Deutsche (ausgenommen ist die Immunität der Amtshandlungen), und die Immunität kann im Einzelfall auch aufgehoben werden. Die Gehälter sind von der Einkommensteuer befreit, solange das EMBL eine interne Steuer zugunsten des Labors erhebt; sie sind von Sozialabgaben befreit, solange das Labor ein von der Bundesrepublik als angemessen angesehenes Sozialversicherungssystem selbst betreibt.
Wortgleiche Vereinbarungen wurden auch für die anderen Länder mit einem Dienstsitz des EMBL getroffen.

## Arbeitsgruppen
Die Arbeitsgruppen am EMBL sind unterteilt in
- Zellbiologie und Biophysik
- Entwicklungsbiologie
- Genombiologie
- Zentrale Einrichtungen (z. B. Mikroskopie, monoklonale Antikörper, Proteinreinigung, DNA-Sequenzierung)
- Strukturbiologie und Bioinformatik
- weitere Forschungs-Aktivitäten

## EMBL-EBI
Das European Bioinformatics Institute EBI stellt Datenbanken, Tools und Software für die Forschung zur freien Verfügung. Beispielsweise unterstützt der Ensembl-Genombrowser für Wirbeltiergenome, die Forschung in den Bereichen vergleichende Genomik, Evolution, Sequenzvariation und Transkriptionsregulation und stellt sequenzierte Genome zur Verfügung.

## Imaging Centre und Museum
Mitte 2021 ist in einem neu errichteten Gebäude am Standort Heidelberg das Imaging Centre eröffnet worden, in dem jährlich bis zu 300 Wissenschaftler mit verschiedenen Mikroskopietechnologien unterstützt werden können. Neben Licht- und Elektronenmikroskopen steht auch ein Kryoelektronenmikroskop zur Verfügung.
Innerhalb des Imaging Centres wurde ein Besucherzentrum eröffnet. Dort ist Ende 2022 die Dauerausstellung "Die Welt der Molekularbiologie" aufgebaut worden, die ab Mitte 2023 im Rahmen von Führungen besichtigt werden kann.

## Direktoren
Die Generaldirektoren des EMBL seit seiner Gründung 1974:
- John Cowdery Kendrew
- Lennart Philipson
- Fotis C. Kafatos
- Iain Mattaj
- Edith Heard (seit Januar 2019)

Teil des Direktoriums sind renommierte Wissenschaftler wie die Leibniz-Preis-Trägerin Eileen Furlong.

## Auszeichnungen
- 2023: Deutscher KI-Preis – KI-Anwenderpreis[8]